# Igreja de Nossa Senhora do Pilar (Pilar da Bretanha)
A Igreja de Nossa Senhora do Pilar (Pilar da Bretanha) é um templo cristão português localizado no Pilar da Bretanha, concelho de Ponta Delgada, ilha açoriana de São Miguel.
Esta igreja tem um bom trabalho em cantaria de pedra basáltica de cor negra. É de destacar o trabalho de pedra em redor da porta de entrada, da torre sineira e no florão localizado sobre a janela.